# Dirección asistida

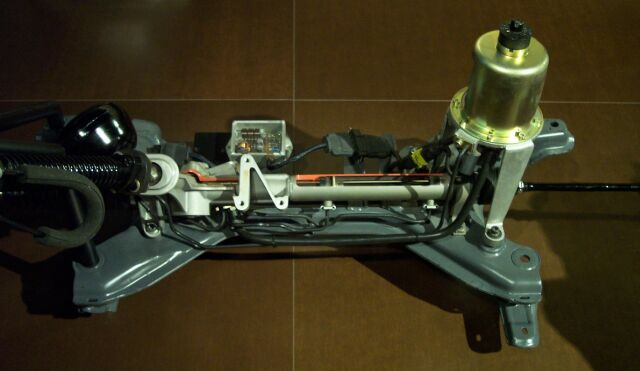
Sistema de dirección asistida electrohidráulico

La dirección asistida o servodirección es un dispositivo mecánico que ayuda al conductor de un vehículo motorizado a controlar la dirección de este cuando aumenta el esfuerzo físico necesario para girar el volante, especialmente en parado o en maniobras a velocidades bajas.
Consiste en un sistema hidráulico o electromecánico que aporta energía de forma controlada al mecanismo de dirección, reduciendo considerablemente el esfuerzo físico necesario para accionar el volante de un vehículo que está parado o se mueve lentamente.
Los sistemas de dirección asistida hidráulicos para automóviles aumentan la fuerza disponible para controlar la dirección a través de un actuador, un cilindro hidráulico que forma parte de un servosistema conectado mecánicamente de forma directa entre el volante y el varillaje que dirige las ruedas. Esto significa que un fallo en el sistema de dirección asistida todavía permite que el vehículo se dirija usando solo el esfuerzo manual.
Los sistemas de dirección asistida eléctrica utilizan motores eléctricos para facilitar el accionamiento de la dirección. Al igual que con los tipos hidráulicos, la potencia aportada por el actuador (un motor eléctrico en este caso) está controlada por el resto de elementos del dispositivo.
Otros sistemas de dirección asistida (como los de los vehículos de construcción todoterreno más grandes) no tienen conexión mecánica directa con el varillaje de la dirección; y no pueden funcionar sin un aporte de energía eléctrica. Los sistemas de este tipo, sin conexión mecánica, a veces se denominan "dirección por cable", por analogía con el "fly-by-wire" de la aviación. En este contexto, "cable" se refiere a una toma eléctrica, y no a cables de acero delgados de control mecánico.
Algunos vehículos de construcción tienen un bastidor dividido en dos partes articulado mediante una bisagra central, que permite que los ejes delantero y trasero se orienten independientemente. Cilindros hidráulicos opuestos mueven las mitades del bastidor entre sí para dirigir el vehículo.

## Historia

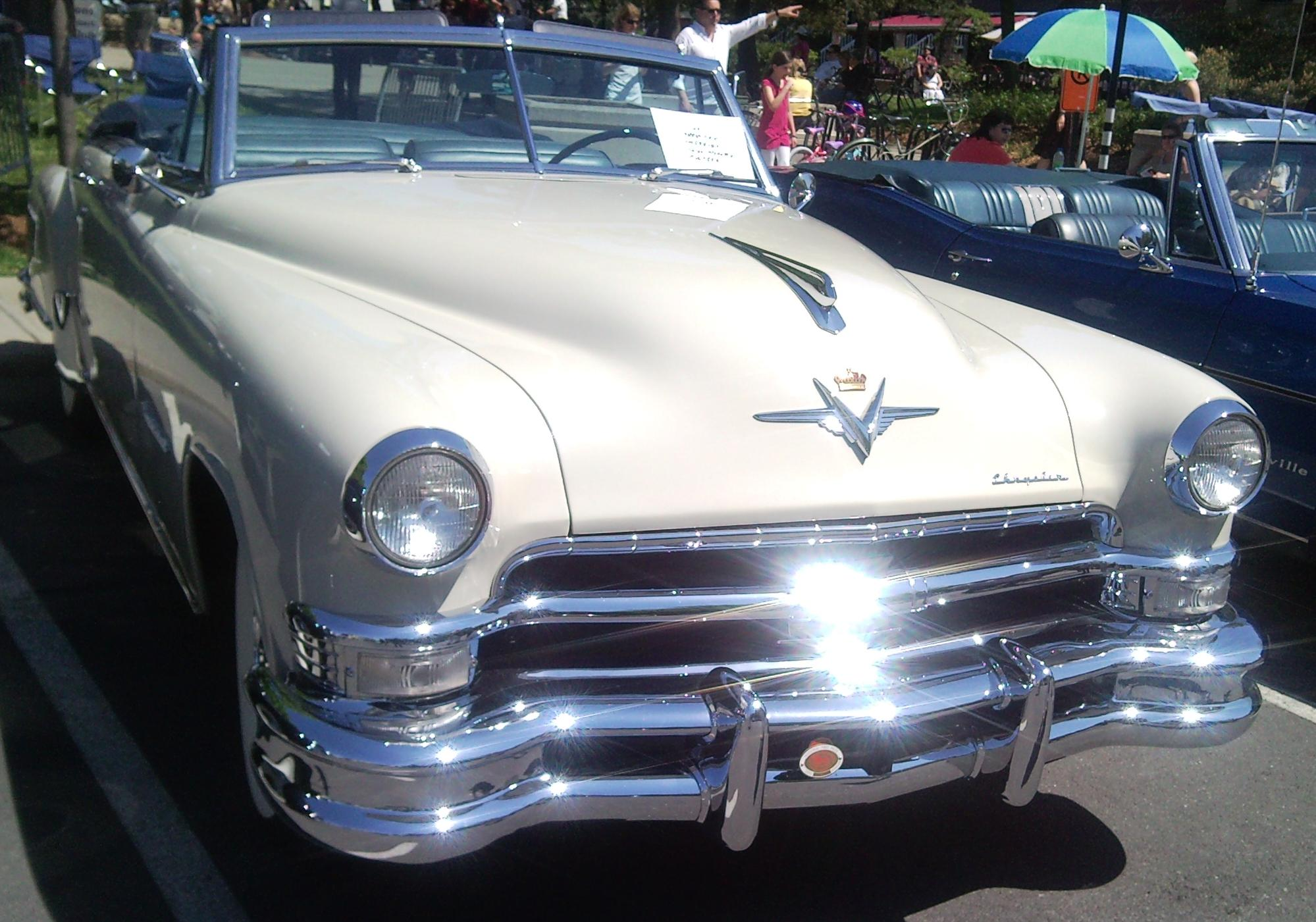
Chrysler Imperial de 1951, equipado con dirección asistida hidráulica

El primer motor de dirección fue diseñado por John McFarlane Gray en 1868, este era un amplificador mecánico a vapor.
El primer sistema de dirección asistida en un vehículo aparentemente fue instalado en 1876 por un hombre con el apellido Fitts, pero poco más se sabe 
sobre él. El siguiente sistema de dirección asistida se instaló en un camión Columbia de 5 toneladas en 1903, donde se utilizó un motor eléctrico separado para ayudar al conductor a girar las ruedas delanteras.
Robert E. Twyford, residente de Pittsburgh, Pensilvania, incluyó un mecanismo de dirección asistida mecánica como parte de su patente (Patente de EE. UU. 646.477) emitida el 3 de abril de 1900 para el primer sistema de tracción en las cuatro ruedas.
Francis W. Davis, ingeniero de la división de camiones de la compañía estadounidense Pierce-Arrow, comenzó a explorar cómo facilitar el manejo de la dirección, y en 1926 inventó y demostró el primer sistema práctico de dirección asistida. Davis pasó a trabajar en General Motors y refinó el sistema de dirección asistida hidráulicamente, pero la empresa calculó que sería demasiado costoso de producir. Davis se incorporó posteriormente a la Bendix Corporation, un fabricante de piezas para productores de automóviles. Las necesidades militares durante Segunda Guerra Mundial para facilitar la conducción de vehículos pesados aumentaron la necesidad de asistencia eléctrica en blindados y vehículos de recuperación de tanques para los ejércitos británico y estadounidense.
Chrysler Corporation introdujo el primer sistema de dirección asistida para automóviles de pasajeros disponible comercialmente en el Chrysler Imperial de 1951 con el nombre de "Hydraguide". El sistema de Chrysler se basó en algunas de las patentes vencidas de Davis. General Motors introdujo el Cadillac de 1952 con un sistema de dirección asistida utilizando el trabajo que Davis había hecho para la compañía casi veinte años antes.
Charles F. Hammond de Detroit presentó varias patentes para mejorar la dirección asistida a la Oficina Canadiense de Propiedad Intelectual en 1958.
A partir de mediados de la década de 1950, los fabricantes estadounidenses ofrecieron esta tecnología como equipo opcional o estándar, mientras que pasó a ser ampliamente incorporada de forma internacional en vehículos modernos, debido a las tendencias hacia adoptar la tracción delantera, la mayor masa de los vehículos, menores costos de producción de la línea de ensamblaje y neumáticos más anchos, que aumentan el esfuerzo de dirección requerido. Los vehículos más pesados, comunes en algunos países, serían extremadamente difíciles de maniobrar a bajas velocidades, mientras que los vehículos de menor peso podrían no necesitar dirección asistida en absoluto.
Un estudio de 1999 sobre la percepción de la fuerza de la dirección, encontró que los conductores ordinarios de camiones y automóviles del mundo real esperan un aumento de la dureza del volante a medida que aumenta la velocidad, y por esta razón las primeras formas de dirección asistida, que carecían de este efecto, fueron recibidas con desaprobación.

## Sistemas hidráulicos

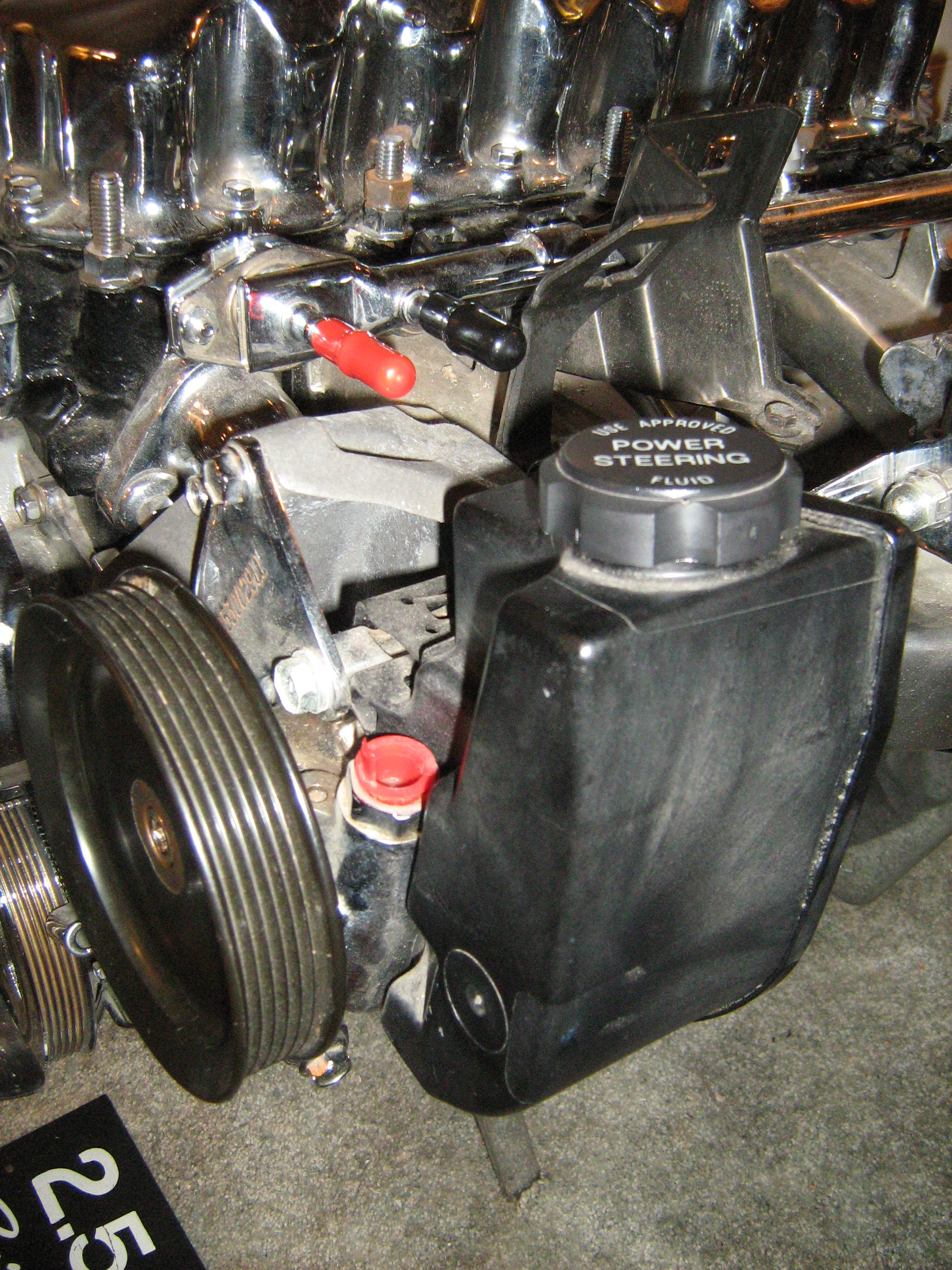
Un depósito de líquido de dirección asistida y una bomba accionada por polea

Esquema de un sistema de dirección asistida hidráulico

Los sistemas de dirección asistida hidráulica funcionan mediante el uso de un sistema hidráulico para multiplicar la fuerza aplicada desde el volante hacia las ruedas direccionales (generalmente, las delanteras) del vehículo. La presión hidráulica generalmente proviene de un gerotor o compresor rotativo de paletas impulsado por el motor del vehículo. Un cilindro hidráulico de doble acción aplica una fuerza al mecanismo de dirección, que a su vez dirige las ruedas sobre la carretera. El volante opera unas válvulas que controlan el flujo al cilindro. Cuanto más torsión aplique el conductor al volante y a la columna, más fluido dejarán pasar las válvulas al cilindro, y más fuerza se aplica para dirigir las ruedas.
Un diseño para medir el par aplicado al volante tiene un sensor de par, una barra de torsión situada en el extremo inferior de la columna de dirección. A medida que se gira el volante, también lo hace la columna de dirección, así como el extremo superior de la barra de torsión. Dado que la barra de torsión es relativamente delgada y flexible, y el extremo inferior generalmente se resiste a girar, la barra se torcerá en una cantidad proporcional al par aplicado. La diferencia de posición entre los extremos opuestos de la barra de torsión controla una válvula, que permite que el líquido fluya hacia el cilindro, lo que proporciona asistencia a la dirección. Cuanto mayor sea el "giro" de la barra de torsión, mayor será la fuerza aplicada.
Dado que las bombas hidráulicas son del tipo de desplazamiento positivo, el caudal que entregan es directamente proporcional a la velocidad del motor. Esto significa que a altas velocidades del motor, la dirección funcionaría naturalmente más rápido que a bajas velocidades del motor. Debido a que esto no sería deseable, un orificio de restricción y una válvula de control de flujo dirigen parte de la salida de la bomba de regreso al depósito hidráulico a altas velocidades del motor. Una válvula de alivio de presión evita una acumulación peligrosa de presión cuando el pistón del cilindro hidráulico llega al final de su carrera.
El servomotor de dirección está dispuesto de modo que si falla el servomotor, la dirección seguirá funcionando (aunque costará mucho más accionar el volante, que parecerá más pesado). La pérdida de la dirección asistida puede afectar significativamente el manejo de un vehículo. El manual del propietario de cada vehículo proporciona instrucciones para la inspección de los niveles de líquido y el mantenimiento regular del sistema de dirección asistida.
El líquido de trabajo, también llamado "fluido oleohidráulico" o "aceite", es el medio por el cual se transmite presión. Los líquidos de trabajo habituales se basan en un aceite mineral.
Algunos sistemas modernos también incluyen una válvula de control electrónico para reducir la presión de suministro hidráulico a medida que aumenta la velocidad del vehículo; lo que se denomina una dirección asistida de asistencia variable.

### Dirección asistida variable DIRAVI

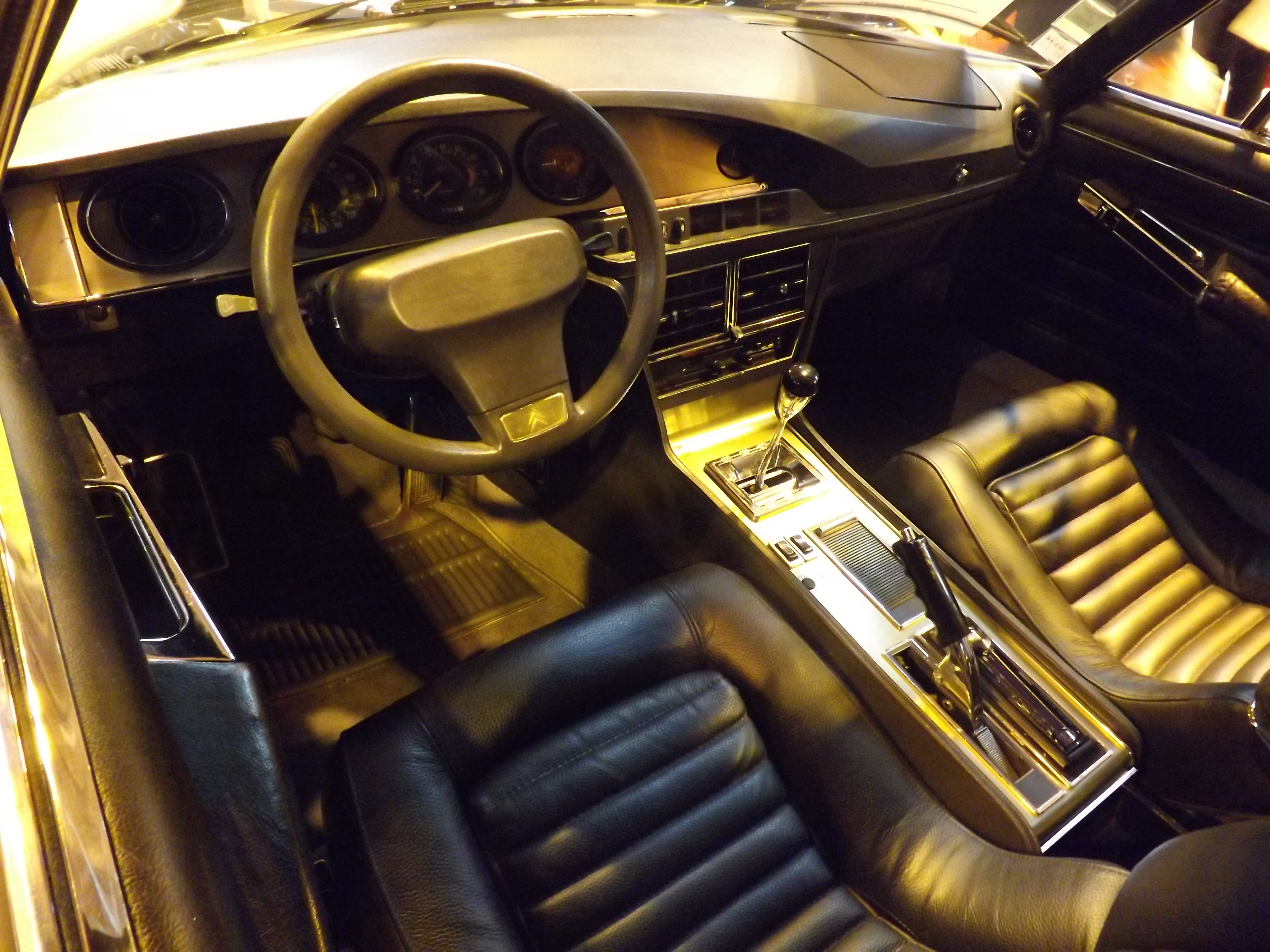
Volante de un Citroën SM de 1972

El sistema DIRAVI introdujo una innovación que después se hizo habitual, la dirección sensible a la velocidad.
Se caracteriza porque la fuerza de dirección que controla las ruedas proviene del sistema hidráulico de alta presión del automóvil y siempre es la misma sin importar la velocidad a la que se circule. Al girar el volante, las ruedas se mueven simultáneamente en un ángulo correspondiente a través de un cilindro hidráulico. Para dar una sensación de dirección artificial, dispone de un sistema independiente operado hidráulicamente que intenta girar el volante de nuevo a la posición central. La cantidad de presión aplicada es proporcional a la velocidad a la que se circula, de modo que a bajas velocidades la dirección es muy ligera y a altas velocidades es muy difícil moverla más allá de una pequeña cantidad fuera de la posición central. Además, mientras hubiera presión en el sistema hidráulico del automóvil, no existe conexión mecánica entre el volante y las ruedas.
Fue inventado por Citroën de Francia, y se introdujo por primera vez en el Citroën SM en 1970, siendo conocido como 'VariPower' en el Reino Unido y como 'SpeedFeel' en los Estados Unidos.

## Sistemas electrohidráulicos
Los sistemas de dirección asistida electrohidráulica, a veces abreviados EHPS, y también llamados sistemas "híbridos", utilizan la misma tecnología de asistencia hidráulica que los sistemas estándar, pero la presión hidráulica proviene de una bomba impulsada por un motor eléctrico en lugar de accionarse mediante una correa enlazada a la transmisión en el motor.
En 1965, Ford experimentó con una flota de Mercury Park Lane equipados con "dirección instantánea con giro de muñeca" que reemplazó el volante grande convencional por dos anillos 5 pulgadas (127 mm), una relación de transmisión rápida de 15:1 y una bomba hidráulica eléctrica en caso de que el motor se detuviera.
En 1988, el Subaru XT6 fue equipado con un exclusivo sistema de dirección electrohidráulica adaptativa Cybrid que ajustaba el nivel de asistencia en función de la velocidad del vehículo.
En 1990, Toyota presentó su MR2 de segunda generación con dirección asistida electrohidráulica, lo que evitaba que los conductos hidráulicos del motor (que estaba situado detrás del conductor en el MR2) tuvieran que llegar hasta la cremallera de dirección.
En 1994 Volkswagen produjo el Golf Mk3 Ecomatic, con una bomba eléctrica. Esto significaba que la dirección asistida seguiría funcionando mientras la computadora detuviera el motor para ahorrar combustible. Los sistemas electrohidráulicos se pueden encontrar en algunos automóviles fabricados por Ford, Volkswagen, Audi, Peugeot, Citroën, SEAT, Škoda, Suzuki, Opel, MINI, Toyota, Honda y Mazda.

## Sistemas eléctricos

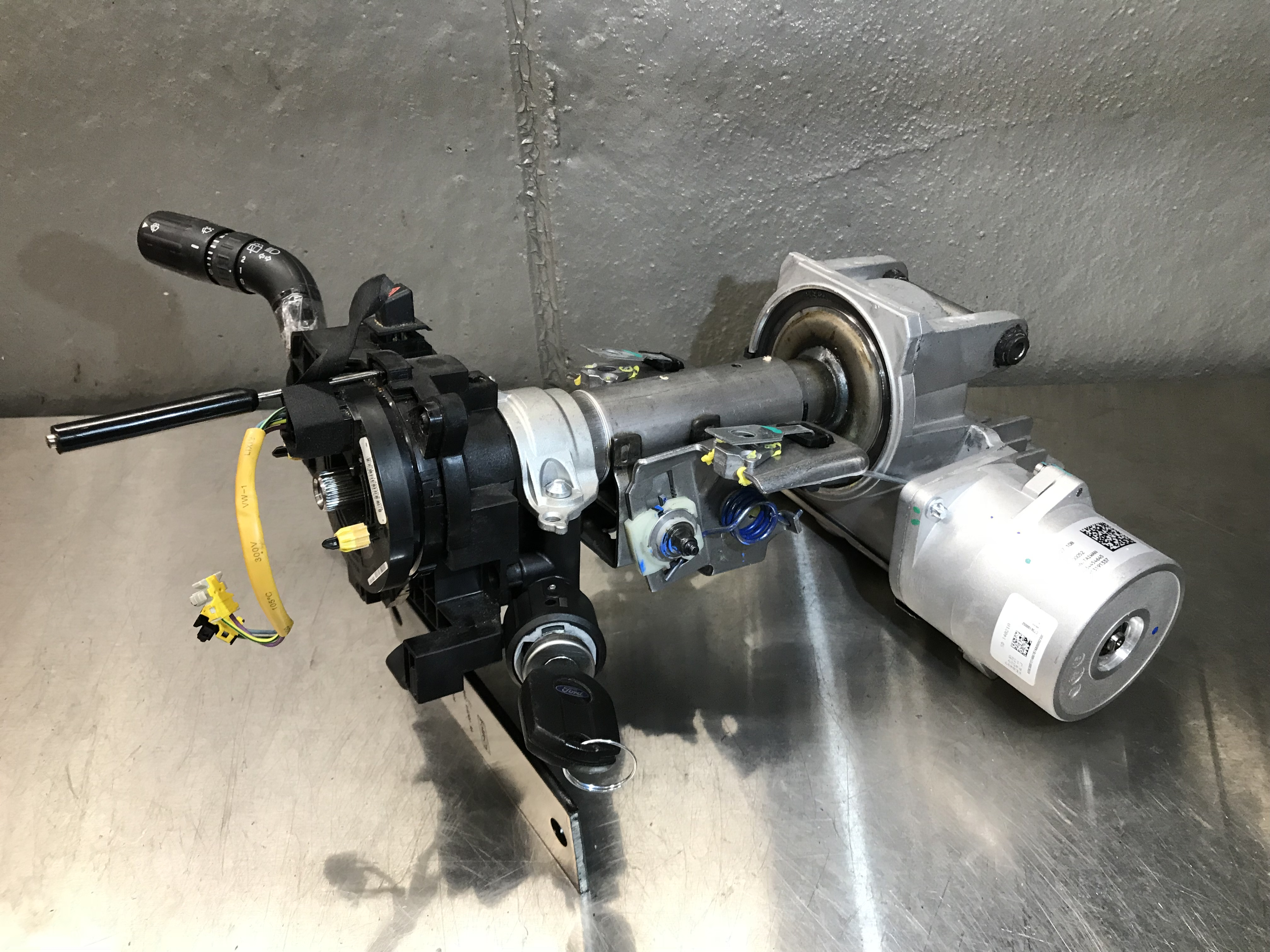
Un módulo EPS con una columna de dirección parcialmente desmontada

Esquema de un sistema de dirección asistida eléctrico

La dirección asistida eléctrica (EPS en inglés, por las siglas de Electric Power Steering) o dirección asistida impulsada por motor (MDPS) utiliza un sistema alimentado por un motor eléctrico en lugar de un sistema hidráulico para ayudar a accionar la dirección al conductor de un vehículo. Los sensores detectan la posición y el momento aplicado sobre la columna de dirección, y un módulo de computadora aplica un par de asistencia a través del motor, que se conecta al mecanismo de dirección o a la columna de dirección. Esto permite aplicar diferentes cantidades de asistencia según las condiciones de conducción. Por lo tanto, los ingenieros pueden adaptar la respuesta del mecanismo de dirección a los sistemas de suspensión de tasa variable y amortiguación variable, optimizando la conducción, el manejo y la dirección de cada vehículo. En los coches del grupo Fiat, la cantidad de asistencia se puede regular mediante un botón llamado "CITY" que permite cambiar entre dos curvas de asistencia diferentes, mientras que la mayoría de los demás sistemas EPS tienen asistencia variable, que se incrementa a medida que el vehículo disminuye de velocidad, y disminuye a velocidades más altas.
Con el EPS se mantiene una conexión mecánica entre el volante y el mecanismo de dirección. En caso de fallo de un componente o de falta de suministro de energía que provoque que el servo mecanismo no esté operativo, el enlace mecánico sirve como respaldo. Si el EPS falla, el conductor se encuentra en una situación en la que se requiere un gran esfuerzo para conducir. Este gran esfuerzo es similar al de un sistema de asistencia de dirección hidráulica inoperante. Dependiendo de la situación de conducción y de la habilidad y de la fuerza del conductor, la pérdida de asistencia en la dirección puede conducir o no a un accidente. La dificultad de guiar un vehículo con la dirección asistida inoperante se ve agravada por el diseño de la relación de sus engranajes frente a los sistemas totalmente manuales. El NHTSA ha colaborado con los fabricantes de automóviles para que puedan retirar los sistemas EPS propensos a fallar.
Los sistemas eléctricos tienen una ventaja de eficiencia porque no hay una bomba hidráulica accionada por correa que funcione de forma constante, independientemente de que se requiera asistencia o no, y esta es una de las principales razones de su introducción. Otra ventaja importante es la eliminación de un elemento accionado por una correa y que requiere varias mangueras hidráulicas de alta presión entre la bomba hidráulica, montada en el motor, y el mecanismo de dirección, montado en el chasis. La adopción de un sistema eléctrico simplifica enormemente la fabricación y el mantenimiento. Al incorporar los sistemas de dirección asistida eléctrica con control de estabilidad, se pueden variar instantáneamente los niveles de asistencia de par de giro para ayudar al conductor en las maniobras correctivas.
En 1986, NSK puso en práctica el EPS conectado con la batería. En los siguientes 8 años, la empresa japonesa Koyo Seiko (actual JTEKT), desarrolló un sistema de columnas de dirección exclusivamente para minicars, vendido solo en Japón a Suzuki y Mitsubishi Motors. Sin embargo, este diseño simple no fue adoptado, debido a su antinatural funcionamiento a bajas y a altas velocidades. El primer sistema de dirección asistida eléctrica apareció en el Suzuki Cervo en 1988, pero no sería hasta finales del año 1990 cuando se puso en práctica en el Honda NSX un sistema de control directo completamente electrónico de una dirección de cremallera asistida en un automóvil. Desde entonces, se ha generalizado la presencia de los motores de corriente alterna (de bajo mantenimiento por carecer de escobillas) en la automoción, y este diseño de dirección asistida se ha convertido en el más utilizado.
Los sistemas de dirección asistida eléctrica aparecieron en el Honda NSX en 1990; en el MG F, el FIAT Punto Mk2 y en el Honda S2000 en 1999; en el Toyota Prius en 2000; en el BMW Z4 en 2002 y en el Mazda RX-8 en 2003. El sistema ha sido utilizado por varios fabricantes de automóviles, y se ha ido aplicando con mayor frecuencia en automóviles cada vez más pequeños, al reducirse sus costos de fabricación.

### Sistemas de relaciones de transmisión eléctricamente variables
En 2000, el Honda S2000 Tipo V presentó el primer sistema de dirección con reductores de velocidad variable de potencia eléctrica (VGS). En 2002, Toyota introdujo el sistema de "Dirección de relación de transmisión variable" (VGRS) en el Lexus LX 470 y en el Landcruiser Cygnus, y también incorporó el sistema de control de estabilidad para alterar las relaciones del mecanismo de dirección y los niveles de asistencia de la dirección. En 2003, BMW introdujo el sistema de "dirección activa" en el BMW Serie 5.
Este sistema no debe confundirse con la dirección asistida de asistencia variable, que varía el par de asistencia de la dirección (y no la relación de giro de la dirección), ni con los sistemas en los que la relación de transmisión solo se varía en función del ángulo de la dirección. Estos últimos sistemas se denominan con más precisión tipos no lineales (por ejemplo, el "Direct-Steer" ofrecido por Mercedes-Benz), en el que el gráfico de la posición del volante frente al ángulo de dirección del eje se curva progresivamente (y es simétrico).